# Johann Georg Scheffner

Johann Georg Scheffner

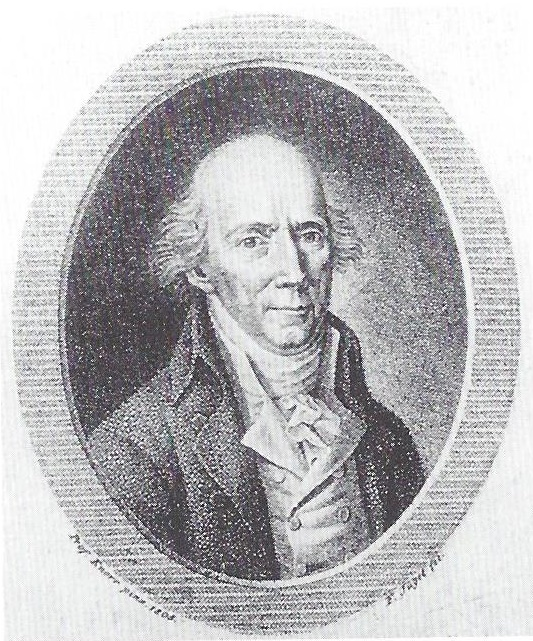
Scheffner (1805)

Johann Georg Scheffner (* 8. August 1736 in Königsberg; † 16. August 1820 ebenda) war ein deutscher Jurist, Schriftsteller, Übersetzer, preußischer Beamter, Aufklärer und Freimaurer.

## Leben
Der Vater war ein preußischer Beamter und Gutspächter. Nach dem Jurastudium von 1752 bis 1759 an der Albertus-Universität Königsberg nahm er als Freiwilliger am Siebenjährigen Krieg teil. Am 28. Januar 1761 wurde er in die Königsberger Freimaurerloge Zu den drei Kronen aufgenommen. Er heiratete 1765 Susanne Elisabeth (Babet, Babette), geborene Bouissont (* 7. Februar 1734; † 21. Juni 1813). Seit diesem Jahr war er im Staatsdienst, erst als Sekretär der Kriegs- und Domänenkammer in Königsberg, dann mit den Stationen 1767 als Kriegs- und Steuerrat in Gumbinnen in gleicher Funktion, 1770 nach Königsberg und von 1772 bis 1775 nach Marienwerder versetzt. Nach seinem Ausscheiden aus dem Staatsdienst 1775 lebte er zunächst in Stolzenberg bei Danzig, danach auf erworbenen Gütern, zunächst 1780 auf Gut Sprindlack bei Tapiau, dann auf dem Gut Eberswalde in Ostpreußen. 1788 kaufte die Loge Zu den drei Kronen Scheffners Bibliothek für 3000 Thaler. 1795 zog er wieder nach Königsberg. 1809 überließ er dem Botanischen Garten (Königsberg) sein Gartengrundstück.
In seinen letzten Lebensjahren engagierte er sich für den Bau des Landwehrkreuzes auf dem Galtgarben.

## Freie Geister
Seine Schriften geben Einblick in das Leben Königsbergs zur Zeit der Aufklärung. Er war Immanuel Kants langjähriger und engster Freund und gehörte zu dessen Tafelrunde. Eng befreundet war er außerdem mit Theodor Gottlieb von Hippel und Christian Jakob Kraus. Weiter war er bekannt mit Gotthold Ephraim Lessing, Johann Christoph Gottsched und Johann Georg Hamann. Er führte als Kenner der deutschsprachigen Literatur, ausgelöst durch einen Rezensentenstreit seit 1766 freundschaftliche Korrespondenz mit Johann Gottfried Herder; beide kannten sich aus Königsberg und waren wie Kant, Hamann und Hippel regelmäßige Gäste am Musenhof der Keyserlings. Scheffners erotisch-frivole Gedichte sind für die deutsche Literatur der Zeit einmalig. Er gilt als Kantianer, der als einziger Deutscher eine den Franzosen ähnliche erotische Philosophie auszubilden versuchte.

## Werke
- Jugendliche Gedichte. Kanter, Königsberg 1761. (Digitalisat 2. Aufl. 1762)
- Campangen-Gedichte zum Zeitvertreib im Lager. Dresden 1761. (Digitalisat)
- Freundschaftliche Poesien eines Soldaten. Birnstiel, Berlin 1764.
- Gedichte im Geschmack des Grécourt. Dodsley, Frankfurt und Leipzig 1771. (Digitalisat)
- Der treue Schäfer. Ein Schäferspiel. Hinz, Mitau 1773. (Übersetzung nach Battista Guerini)
- Erotische Gedichte. Stahlbaum, Berlin 1780. (Digitalisat)
- Gedichte nach dem Leben. 1786(Digitalisat der 5. Aufl. Paris 1792)
- Ernst und Minette. Ein Roman mit einigen Beilagen. Cythere 1791. (Digitalisat)
- Aehrenlese vom Calenderfelde für das Jahr 1794. Berlin 1794.
- Die Küsse des Johannes Sekundus. 1798. (Digitalisat)
- Gedanken und Meynungen über Manches im Dienst und über andere Gegenstände. Nicolovius, Königsberg 1802. 2 Bände. (Digitalisat der 2., vermehrten Auflage 1804)
- Spätlinge. (Freimaurerlieder). Nicolovius, Königsberg 1803.
- P. M. über die Freymaurerey in Schenkendorfs Studien. 1808.
- Ein Vierblatt-Klee gewachsen unter Schnee und Eis. 1813.
- Mein Leben, wie ich, Johann George Scheffner, es selbst beschrieben. Neubert, Leipzig 1816. (Digitalisat Band 1), (Band 2)
- 1884 Nachlieferung zu: Mein Leben …
- 1918–1938 Warda, Arthur (Hg) / Diesch, Carl (Hg) Briefe von und an Johann Georg Scheffner, 5 Bde. (München / Leipzig)